# Wormaldia triangulifera
Wormaldia triangulifera är en nattsländeart som beskrevs av Mclachlan 1878. Wormaldia triangulifera ingår i släktet Wormaldia och familjen stengömmenattsländor.

## Underarter
Arten delas in i följande underarter:
- W. t. asterusia
- W. t. beaumonti
- W. t. laticera
- W. t. moselyi
- W. t. thasica